# 加藤栄
加藤 栄（かとう さかえ、1953年〈昭和28年〉 - ）は、日本の文学研究者、ベトナム文学・文化の研究・翻訳家。大東文化大学准教授。

## 来歴
神奈川県生まれ。東京外国語大学インドシナ科卒業、一橋大学大学院社会学研究科博士課程単位取得満期退学。指導教官は木山英雄。ベトナム文学の翻訳に務めている。大東文化大学国際関係学部国際文化学科准教授、東京大学教養学部非常勤講師としてベトナム語を教える。

## 著書
共著
- 『もっと知りたいベトナム』第２版　弘文堂、1995年。

## 翻訳
- ズォン・トゥー・フォン他　『流れ星の光 現代ベトナム短編小説集』  新宿書房、1988年。 〈双書・アジアの村から町から〉
- マー・ヴァン・カーン　『夏の雨』 新宿書房〈双書・アジアの村から町から〉、1992年。
- ズオン・トゥー・フォン　『虚構の楽園』  段々社〈現代アジアの女性作家秀作シリーズ〉、1994年。
- 『ベトナム現代短編集 1』 大同生命国際文化基金〈アジアの現代文芸〉、1995年。

1. マイ・グー　「冗談みたいな話」
2. ヴォー・ティ・ハーオ　「この世との絆」
3. スアン・テュウ　「クワンティエンの伝説」
4. グエン・クワン・テュウ　「チュア村の二人の老女」
5. マー・ヴァン・カーン　「始業の太鼓を打つ男」
6. グエン・ティ・トゥー・フエ　「可愛いミヌー」
7. グエン・ティ・アム　「盲目の歌手」
8. グエン・フイ・ティエップ　「農村で学んだこと」

- 『ベトナム現代短編集 2』 大同生命国際文化基金〈アジアの現代文芸〉、2005年。

1. ヴォー・ティー・スアン・ハー　「サイカチの花が咲く頃」
2. レ・ミン・クエ　「遅すぎた午後」
3. ヴー・バーオ　「魂を落とした男」
4. イ・バン　「村娘ティー」
5. リュウ・ソン・ミン　「この世の渡し」
6. ヴォー・ティ・ハーオ　「神がかった呪文」
7. チャム・フオン　「時間（とき）の涙」
8. グエン・ゴック・トゥ　「楽しい映画作り」
9. ライ・ヴァン・ロン　「善良な殺人者」
10. グエン・ティ・トゥー・フエ　「魔術師」
11. タ・ズイ・アィン　「掟を乗り越えて」

- グエン・ティ・トゥー・フエ　『魔術師』  文科〈アジア女流作家シリーズ〉、1997年。
- グエン・チー・フアン　『ツバメ飛ぶ』  てらいんく、2002年10月。
- グエン・ニャット・アィン　『つぶらな瞳』  てらいんく、2004年8月。